# Станкевич Сергій Арсенійович
Сергі́й Арсе́нійович Станке́вич — старший науковий співробітник відділу геоінформаційних технологій, Науковий центр аерокосмічних досліджень Землі Інституту геологічних наук НАН України, доктор технічних наук, професор.

### Серед робіт
- 2008, «Метод оцінювання інформативності гіперспектральних зображень в задачах дистанційного зондування землі: автореферат дисертації на здобуття наукового ступеня доктора технічних наук»
- 2014, «Виділення осей синфазності на сейсмограмах за допомогою одновимірного перетворення Радона», співавтор О. В. Титаренко

### Серед патентів
- «Спосіб синтезування апертури супутникових радарів надвисокої розрізненості розширеної смуги огляду і пристрій для його здійснення», 2016, співавтор Федотов Борис Микитович
- «Спосіб підвищення спектральної розрізненності багатоспектральних аерокосмічних зображень за допомогою сканування спектральним вікном», 2015, співавтори Козлова Анна Олександрівна, Лубський Микола Сергійович, Пєстова Ірина Олександрівна, Попов Михайло Олексійович.